# بیوکانان، ویرجینیا
بیوکانان (به انگلیسی: Buchanan) یک شهرک در ایالات متحده آمریکا است که در شهرستان باتتورت، ویرجینیا واقع شده‌است. بیوکانان ۵٫۸ کیلومتر مربع مساحت و ۱٬۱۷۸ نفر جمعیت دارد و ۲۵۹ متر بالاتر از سطح دریا واقع شده‌است.